# Chmielew (powiat miński)
Chmielew – wieś sołecka w Polsce położona w województwie mazowieckim, w powiecie mińskim, w gminie Mińsk Mazowiecki. Leży w południowo-wschodniej części gminy.
Wieś typu ulicówka, położona na południe od Marianki i Barczącej.
W latach 1975–1998 miejscowość należała administracyjnie do województwa siedleckiego.
Wierni Kościoła rzymskokatolickiego należą do parafii Matki Boskiej Nieustającej Pomocy w Hucie Mińskiej.